# Archer City
Archer City es una ciudad ubicada en el condado de Archer en el estado estadounidense de Texas. En el Censo de 2010 tenía una población de 1.834 habitantes y una densidad poblacional de 318,54 personas por km².

## Geografía
Archer City se encuentra ubicada en las coordenadas 33°35′38″N 98°37′32″O / 33.59389, -98.62556. Según la Oficina del Censo de los Estados Unidos, Archer City tiene una superficie total de 5.76 km², de la cual 5.68 km² corresponden a tierra firme y (1.39%) 0.08 km² es completamente agua.

## Demografía
Según el censo de 2010, había 1.834 personas residiendo en Archer City. La densidad de población era de 318,54 hab./km². De los 1.834 habitantes, Archer City estaba compuesto por el 95.2% blancos, el 0.27% eran afroamericanos, el 1.15% eran amerindios, el 0.05% eran asiáticos, el 0% eran isleños del Pacífico, el 0.93% eran de otras razas y el 2.4% pertenecían a dos o más razas. Del total de la población el 5.45% eran hispanos o latinos de cualquier raza.